# Phyllit

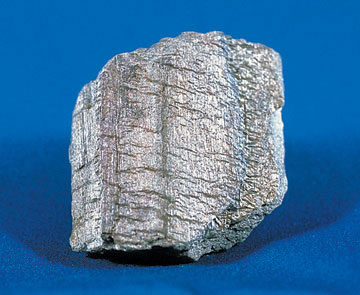
Phyllit

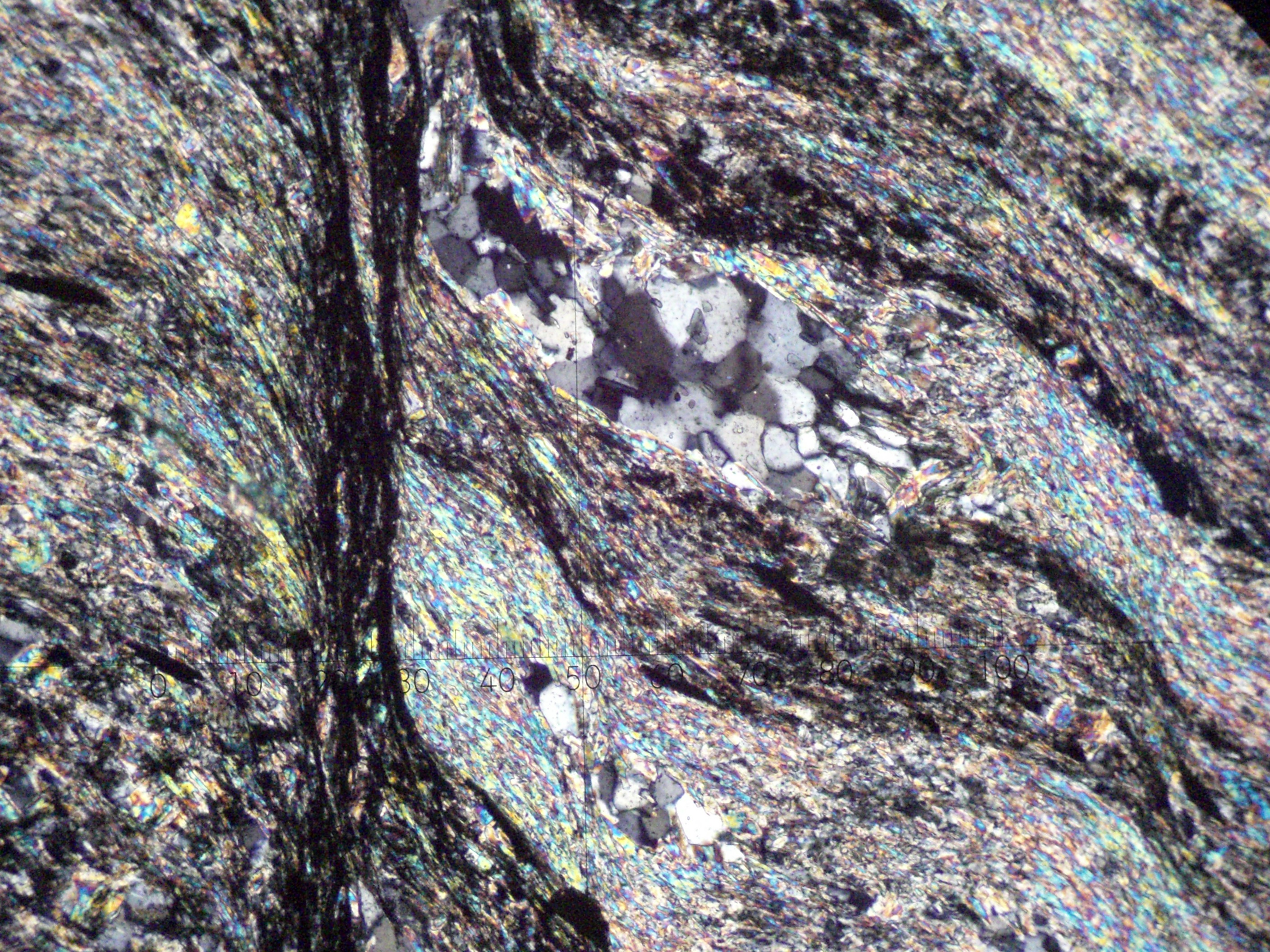
Ảnh chụp dưới kính hiển vi mẫu lát mỏng của phyllit (ánh sáng phân cực ngang)

Phyllit là một loại đá biến chất phân phiến được tạo ra từ slat do sự biến chất tiếp theo của các hạt mica rất mịn màu trắng làm cho chúng sắp xếp theo một hướng nhất định. Nó bao gồm chủ yếu là thạch anh, sericit, mica, và clorit.
Các tinh thể than chì nhỏ, sericit, hoặc clorit, hoặc các hạt mica trắng mịn trong suốt, có ánh tơ, trên mặt cát khai được gọi là "ánh phyllit".
Tên gọi từ tiếng Hy Lạp phyllon, có nghĩa là "lá".